# Galicyjskie Towarzystwo Kredytowe Ziemskie
Galicyjskie Towarzystwo Kredytowe Ziemskie (GTKZ) – kredytowa instytucja hipoteczna w Galicji z siedzibą we Lwowie, działające w latach 1842–1940.

## Powstanie i działalność
Galicyjskie Towarzystwo Kredytowe Ziemskie powstało w zaborze austriackim, jako trzecia tego typu instytucja na ziemiach polskich, po Wielkim Księstwie Poznańskim w zaborze pruskim i Królestwie Polskim w zaborze rosyjskim Pierwotnie sprawa ustanowienia takiej formy organizacji została poruszona na sejmie stanowym w 1819. Ostatecznie instytucja powstała po wieloletnich staraniach na mocy postanowienia z dnia 3 listopada 1841 cesarza Franciszka I i od 1842 działała początkowo pod nazwą Galicyjskiego Stanowego Instytutu Kredytowego (Galizisch-ständische Credit-Anslalt in Lemberg). Początkowo było ściśle podporządkowane Sejmowi. Po zmianach w statucie powziętych na walnym zgromadzeniu w 1867 i zatwierdzonych przez cesarza Franciszka Józefa I 29 maja 1868 i potwierdzonych przez Namiestnictwo 5 listopada 1868 stopniowo usamodzielniało się by pod koniec XIX wieku działać jako organizacja samodzielna. Statutowym celem stowarzyszenia było: udzielanie nisko-oprocentowanych pożyczek pod hipoteką majątków ziemskich w Galicji. W pierwszym roku działalności Towarzystwa udzielono pożyczek na sumę 3,5 mln zł. Na początku XX wieku Towarzystwo działało w całym kraju, podzielonym na 67 okręgów. Corocznie w marcu odbywało się we Lwowie zgromadzenie delegatów okręgów.  
W okresie międzywojennym statut oraz nazwa uległy w 1928 zmianie na Towarzystwo Kredytowe Ziemskie we Lwowie. Działało do drugiej wojny światowej.  

## Organizacja
Statut przewidywał, że na czele towarzystwa stoi zgromadzenie delegatów wybieranych przez członków towarzystwa. Zgromadzenie wybierało dyrekcję i radę nadzorczą. Bieżącą działalność prowadziła dyrekcja i podległe jej wydziały okręgowe, zaś funkcje kontrolne sprawowała rada nadzorcza. Nadzór nad GTKZ sprawowało Namiestnictwo Galicyjskie, które wykonywało go poprzez komisarza rządowego.
Prezesami dyrekcji byli: książę Leon Sapieha (wybrany przez sejm stanowy w 1843, 1846), hr. Kazimierz Krasicki (1861, 1868, 1873, 1875, 1881), hr. Włodzimierz Russocki (1883), Zygmunt Dembowski (1889), Władysław Kraiński. Zastępcami prezesów dyrekcji byli: Felicjan Laskowski (1861, 1868), hr. Włodzimierz Russocki (1860, 1875, 1881), Jakub Wiktor (1884), Zygmunt Dembowski (1887), Stanisław Gniewosz (1889). Dyrektorami byli Wacław Zaleski (1843), hr. Kazimierz Stadnicki (1843), hr. Kazimierz Krasicki (1843), Hieronim Wysłobocki (1843, 1861), Adam Cybulski (1848), Konstanty Tchorznicki (1859, 1861, 1868), hr. Włodzimierz Russocki (1861, 1868), Józef Pajączkowski (1868, 1872, 1878), Jakub Wiktor (1870, 1872, 1878), Konstanty Piliński (1875), Maciej Kunaszowski (1880), hr. Antoni Golejewski (1881, 1887), Henryk Haller (1881, 1884), Rafał Łepkowski (1884, 1889, 1890), Franciszek Rozwadowski (od 1889).
Prezesami rady nadzorczej byli: książę Leon Sapieha (1861), Maurycy Kraiński (1868, 1875, 1876), Oktaw Pietruski (1881, 1887), Stanisław Brykczyński.